# 최영진 (야구인)
최영진(崔英鎭, 1988년 5월 10일 ~ )은 전 KBO 리그 삼성 라이온즈의 내야수, 외야수이자, 현 KBO 리그 삼성 라이온즈의 전력분석원이다.

## 선수 시절

### LG 트윈스시절
2011년 말에 육성 선수로 입단했다. 당시 감독이었던 김기태가 여러 육성 선수들을 1군에서 테스트하고 있었고, 부름을 받아 2012년 6월에 1군에 콜업돼 43경기에 나와 2할대 타율로 가능성을 보였다. 2013년에는 6경기 출장에 그쳤고, 시즌 후 2차 드래프트를 통해 두산 베어스로 이적했다.

### 두산 베어스시절
2군에서 2홈런 포함 56안타, 26타점, 2할대 타율을 기록했다.
2016년 시즌 후 자진 방출을 요청했다.

### 삼성 라이온즈시절
방출 후 입단 테스트를 받아 이적했다. 이적 후 박한이와 번갈아가며 지명타자로 출전해 활약했다. 2022년 8월에 방출됐다.

## 야구선수 은퇴 후
2022년부터 삼성 라이온즈의 전력분석원으로 활동한다.

## 응원가
- 삼성 라이온즈 시절

오 최영진 최강 삼성 최영진
라이온즈 승리 위하여
안타 최영진 x2

## 출신 학교
- 영랑초등학교
- 강원 설악중학교
- 강원 속초상업고등학교
- 한일장신대학교

## 통산 기록
| 연도 | 팀명   | 타율  | 경기 | 타수 | 득점 | 안타 | 2루타 | 3루타 | 홈런 | 루타 | 타점 | 도루 | 도실 | 볼넷 | 사구 | 삼진 | 병살 | 실책 |
| ---- | ------ | ----- | ---- | ---- | ---- | ---- | ----- | ----- | ---- | ---- | ---- | ---- | ---- | ---- | ---- | ---- | ---- | ---- |
| 2012 | LG     | 0.241 | 43   | 79   | 9    | 19   | 4     | 0     | 0    | 23   | 7    | 0    | 0    | 3    | 2    | 11   | 1    | 2    |
| 2013 | LG     | 0.125 | 6    | 8    | 0    | 1    | 0     | 0     | 0    | 1    | 0    | 0    | 0    | 0    | 0    | 5    | 1    | 0    |
| 2014 | 두산   | 0.143 | 4    | 7    | 1    | 1    | 0     | 0     | 0    | 1    | 1    | 0    | 0    | 0    | 0    | 1    | 0    | 0    |
| 2015 | 두산   | 0.000 | 1    | 1    | 0    | 0    | 0     | 0     | 0    | 0    | 0    | 0    | 0    | 0    | 0    | 0    | 0    | 0    |
| 2017 | 삼성   | 0.200 | 14   | 20   | 4    | 4    | 0     | 2     | 1    | 11   | 4    | 1    | 0    | 1    | 0    | 4    | 0    | 1    |
| 2018 | 삼성   | 0.294 | 61   | 126  | 13   | 37   | 7     | 0     | 4    | 56   | 18   | 2    | 4    | 10   | 0    | 30   | 6    | 3    |
| 2019 | 삼성   | 0.251 | 96   | 251  | 29   | 63   | 15    | 1     | 5    | 95   | 20   | 4    | 1    | 14   | 2    | 47   | 4    | 8    |
| 2020 | 삼성   | 0.297 | 58   | 101  | 15   | 30   | 3     | 0     | 1    | 36   | 11   | 2    | 3    | 13   | 2    | 16   | 3    | 3    |
| 2021 | 삼성   | 0.281 | 44   | 57   | 9    | 16   | 1     | 2     | 1    | 0    | 6    | 1    | 0    | 0    | 0    | 0    | 0    | 0    |
| 2022 | 삼성   | 0.188 | 43   | 80   | 5    | 15   | 4     | 0     | 2    | 25   | 10   | 2    | 2    | 8    | 2    | 20   | 2    | 1    |
| 통산 | 10시즌 | 0.255 | 370  | 730  | 85   | 186  | 34    | 5     | 14   | 272  | 77   | 12   | 10   | 54   | 9    | 146  | 18   | 18   |